# Elisabeth Pinedo
Elisabeth "Eli" Pinedo Sáenz (født 13. juni 1981 i Amurrio) er en spansk tidligere håndboldspiller, der spillede som venstre fløj for en række spanske klubber og en enkelt sæson for HC Odense samt på Spaniens kvindelandshold, som venstre fløj.

## Karriere

### Klubber
Pinedo startede sin karriere som professionel håndboldspiller i 2000 i BM Bera Bera. For BM Bera Bera spillede hun for, indtil 2004, hvorefter hun skiftede til CB Amadeo Tortajada hvor hun spillede til 2007. I sommeren 2007 skiftede hun til BM Sagunto. Fra 2007 til 2010 var hun på kontrakt med storsatsende SD Itxako, med hvem hun vandt EHF Cup i 2009 og det spanske mesterskab i 2009 og 2010. I 2010, skiftede hun til den danske liga i HC Odense. Herefter vendte hun tilbage til Spanien, til hendes tidligere klub BM Bera Bera i 2011. Med BM Bera Bera, vandt hun mesterskabet i 2013, 2014, 2015 og 2016.

### Landshold
Pinedo var førstevalg på det spanske A-landshold i en lang årrække, hvor hun nåede at spille 201 landskampe og score 441 mål. Med Spanien vandt hun sølv ved EM 2008 i Makedonien og bronze ved VM 2011 i Brasilien. 
Hun var med Spanien ved OL 2012 i London, hvor holdet i semifinalen tabte til Makedonien, men efterfølgende sikrede sig bronzen med sejr over Sydkorea, mens Makedonien fik sølv efter finalenederlag til Norge.
Det blev til endnu en EM-sølvmedalje i 2014, mens holdet ved OL 2016 i Rio de Janeiro blev nummer seks og i 2020 i Tokyo (afholdt 2021) blev nummer ni.